# Manuel Blanco Játiva
Manuel Blanco Játiva (11 de septiembre de 1898-20 de octubre de 1952) en Colmenar de Oreja. Cantaor de principios de 1920.

## Biografía
Manuel Blanco Játiva conocido con el sobrenombre de el canario de Colmenar. Procedía de una familia humilde, el sobrenombre viene de las mujeres que le oían y le decían: este canario no calla o pareces un canario chiquillo. Empezó trabajando en las tareas del campo y mientras hacía las tareas se le oía cantar. Su trayectoria artística se desarrolló a partir de los veinte años. Fue descubierto por don Manolito que era un representante que se dedicaba a buscar talentos. Don Manolito le contrató para actuar en Madrid. Entre sus actuaciones más sobresalientes en Madrid, cabe destacar la que tuvo lugar en 1924, en el Turo Park, con Luis Yance a la guitarra, en 1925, en el Teatro Novedades, con el Habichuela, y en el Teatro Pavón, con Ramón Montoya, en 1926 en el Teatro Fuencarral, y en el Monumental Cinema, en 1928 actuó durante unos meses en el Café cantante El Tronio, de Sevilla, anunciado en los programas de mano como "el papa del cante jondo" . Recorrió parte de la geografía española y viajó a Hispanoamérica junto a Paco El Americano.
Después de unos años en los que formó cartel con las primeras voces de la época, regresó a su pueblo. Sus restos descansan en el cementerio de Colmenar de Oreja.